# Josep Dencàs

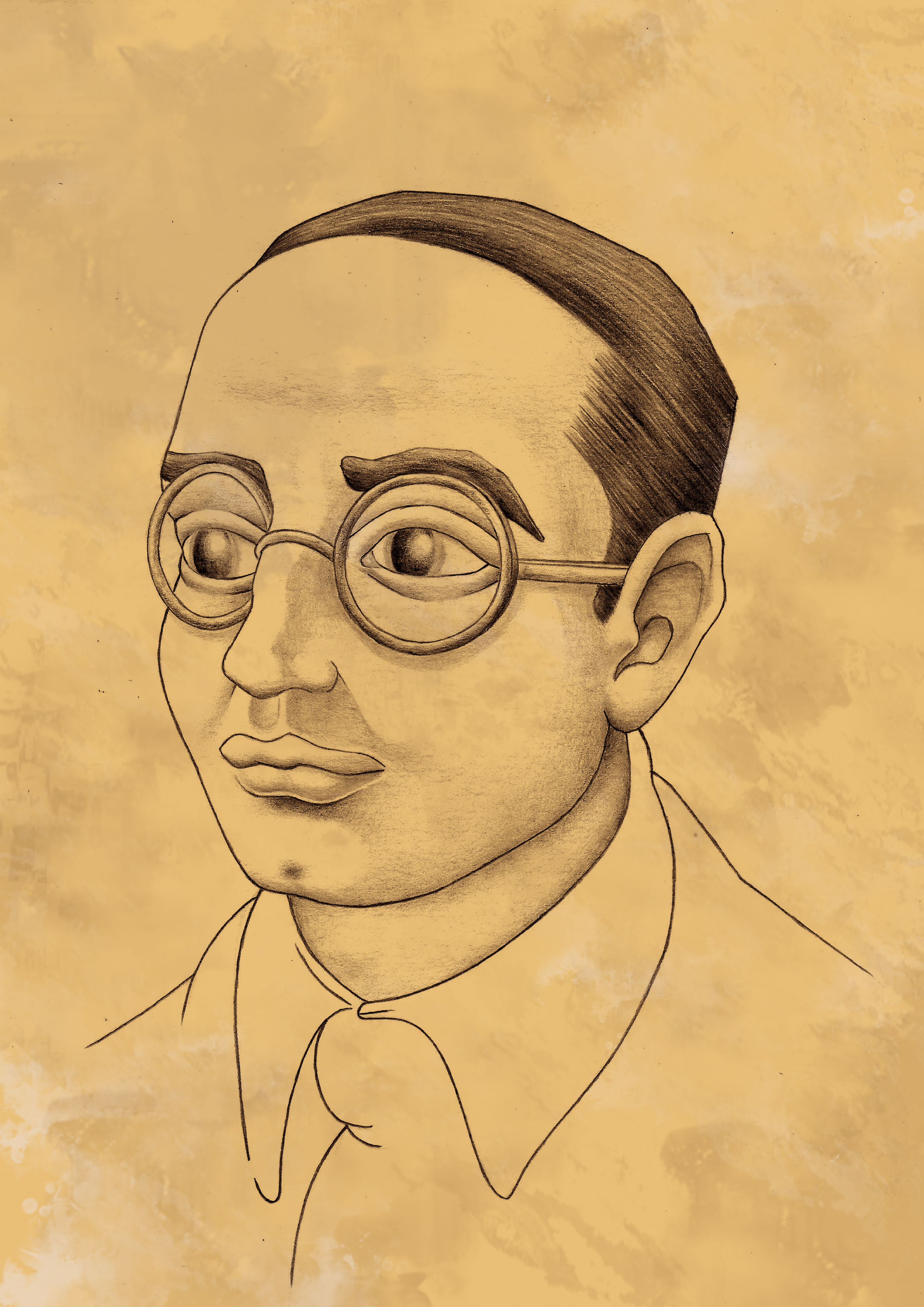

Josep Dencàs i Puigdollers (Vic, 1900 - Tanger, 1965), was een Catalaans nationalistisch politicus. 
Josep Dencàs studeerde medicijnen en was op jonge leeftijd al politiek actief. Hij sloot zich aan bij de radicale nationalistische Estat Català van Francesc Macià. Dencàs was een voorstander van een onafhankelijke Catalaanse staat.
In maart 1931 ging de Estat Català met andere Catalaanse partijen op in de Esquerra Republicana de Catalunya (ERC). De ERC won in april 1931 de gemeenteraadsverkiezingen in Barcelona en in andere Catalaanse steden. Macià riep daarop de "Catalaanse republiek binnen de Iberische (Spaanse) federatie" uit. In juni 1931 werd Dencàs in het Spaanse parlement gekozen, en in 1932 in het Catalaanse parlement. Terwijl de meeste ERC leiders genoegen namen met de in 1932 toegekende autonomie van Catalonië, streefden Dencàs en jonge radicalen van de Joventuts d'Esquerra Republicana de Catalunya (JERC), de jeugdbeweging van de ERC, naar volledige onafhankelijkheid.
In 1934 benoemde de Catalaanse president Lluis Companys Dencàs tot Conseller (minister) van Binnenlandse Zaken van Catalonië. In oktober 1934 brak er een grote staking uit in Spanje als gevolg van de opname van 3 CEDA-leden in de centrale regering. De Catalaanse leiders maakten van de gelegenheid gebruik om de onafhankelijke republiek Catalonië uit te roepen. Het Spaanse leger maakte echter al snel een einde aan deze republiek en Companys en andere Catalaanse leiders werden gearresteerd. Dencàs wist echter naar Frankrijk te ontkomen. Tijdens zijn ballingschap radicaliseerde Dencàs en sommige van zijn ideeën begonnen verwantschap te vertonen met het Italiaanse fascisme. 
In 1936 kwam de linkse Volksfrontregering aan de macht en kon Dencàs naar Spanje terugkeren. Hij trad uit de ERC en richtte de Estat Català opnieuw op. Vlak voor het uitbreken van de Spaanse Burgeroorlog vertrok Dencàs naar Italië om daar steun te verkrijgen voor een onafhankelijk Catalonië onder Italiaanse bescherming. Toen de burgeroorlog uitbrak, keerde hij niet meer naar Catalonië terug. Hij zegde echter wel zijn steun toe aan de republikeinen (Franco streefde immers naar een centralistische staat, zonder Catalaanse en Baskische autonomie) en Estat Català-leden vochten aan de zijde der republikeinen. 
Josep Dencàs overleed in 1965 in Marokko. 
- Biblioteca Nacional de España: XX904432
- Catàleg d'autoritats de noms i títols de Catalunya: 981058511647106706
- Gemeinsame Normdatei: 133901106
- International Standard Name Identifier: 0000 0000 3375 992X
- Library of Congress Control Number: n80072383
- Système universitaire de documentation: 113316461
- Virtual International Authority File: 52890483
- WorldCat: E39PBJkhJYCmd7jx9t3r7MHXBP